# تفاحي مألوف

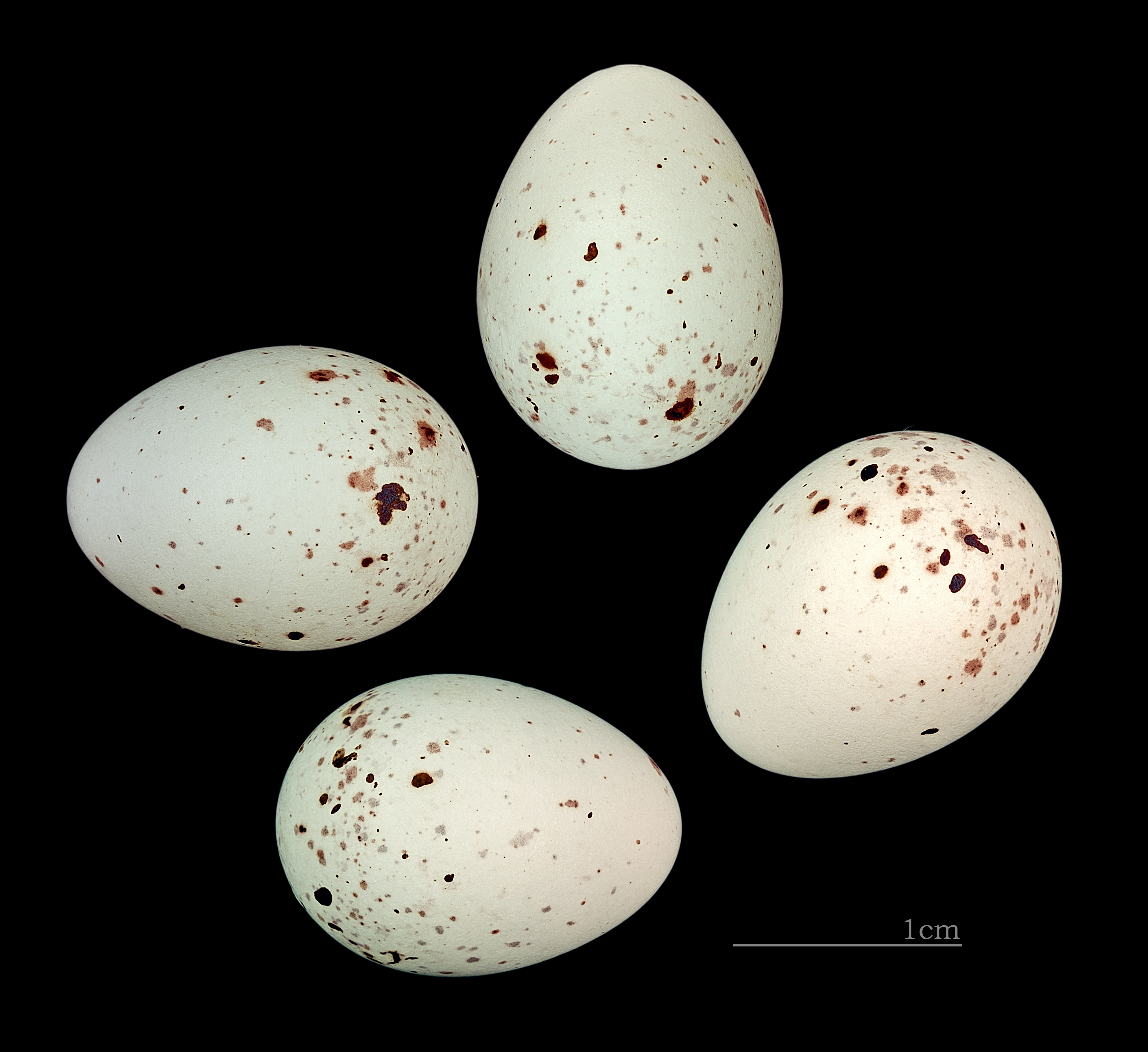
Carduelis cannabina cannabina

التُّفاحيّ أو تُفَيْفِيحيّ مبذول يسمى أيضا حسون تفاحي (الاسم العلمي: Carduelis cannabina) (بالإنجليزية: Common Linnet)‏، هو طائر ينتمي إلى شرشوريات (فصيلة: Fringillidae).

## الموطن
موطنه بعض مناطق حوض البحر الأبيض المتوسط. أعطانه اللبنانية تمتد من السواحل إلى الجرود والبقاع. 

## الوصف
جسمه صغير القد قريب الشبه بالدوري، طوله نحو 14 سم وبسطته نحو 17 سم. منقاده مخروطي الشكل. أسمر اللون. عيناه كستنيتان. جناحه ذلق مستطيل. ذنبه مقعر فارق. رسغاه إلى السمرة. ثوبه يختلف باختلاف الشق والعمر وفصول السنة.

### الذكر
الذكر البالغ يكون في فصل الربيع أحمر الجبه ومقدم الرأس، أربد القفن والمحسر والمنق، كستني الرداء ولحاف الجناح. قوادمه ومناكبه وأباهره سمر النصال، بيض الحواشي. زوره ومقدم رأسه أفنيكه إلى الشهبة الغبراء المرقوشة بالأسود. صدره إلى الحمرة الأرجوانية. بطنه إلى البياض العاجي. وهو في فصل الخريف يستبدل الأحمر والأرجواني بالأصهب والأشهب.

### الأنثى
الثوب الربيعي عند الأنثى لا حمرة فيه وهو إلى الصهبة الموشَّمة والمنمَّشة بالأسمر تعلوها ماجةٌ بنية تلحف العنق والرداء والظهر والعجز حتى الزمكاء. أما الثوب الخريفي فلا فارق بينه وبين الذكر. 

## الغذاء
يألف الهضاب والتهام وحواشي الأراضي المزدرعة. يعيش في القفص ويتميز باقتداء شدر غير ه يتصالب مع الكنار والتفر. قوته البزور البرية والزراعية أخصها الكتَّان والخس والنفل وبعض الهوام والحشرات. 

## العش وحضن البيض
يُدثِّن عشه في الأدغال والأشجار الداسية. الأنثى تحضن من 4 إلى 6 بيضات نحو 13 يوماً والذكر يُؤمن لهما الغذاء والحماية.

يعتبر من العصافير المتوسطة النفع.

## معرض صور

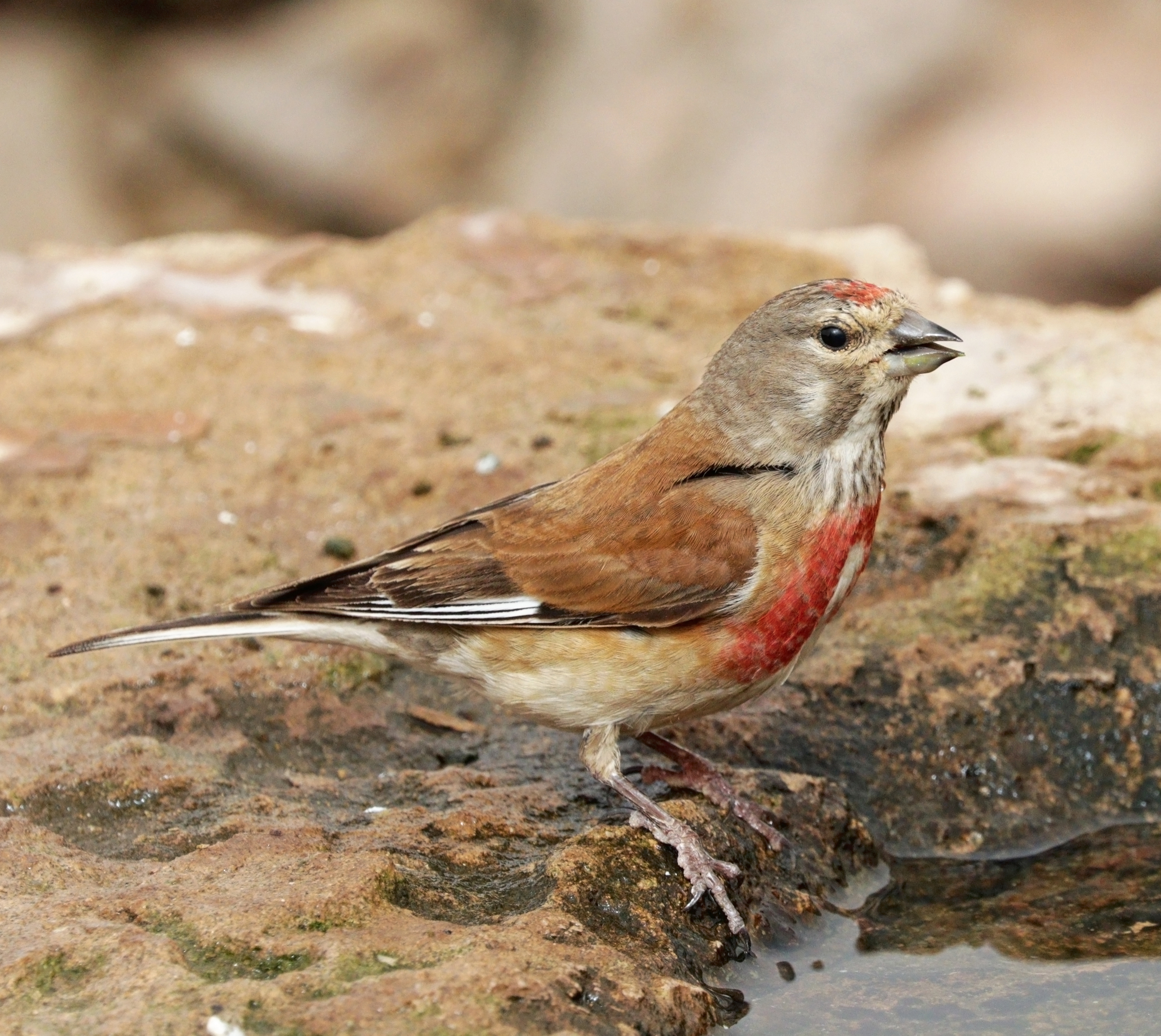
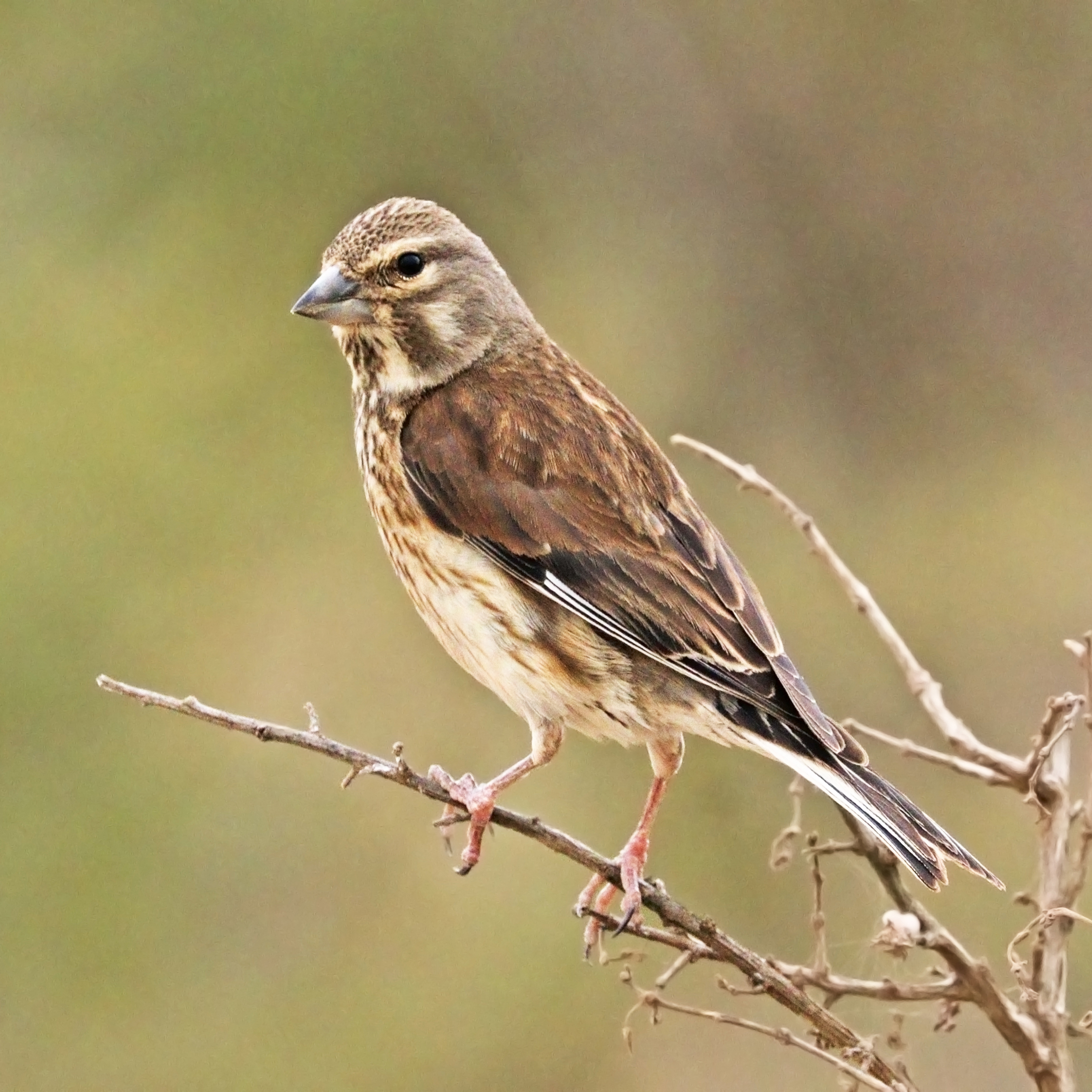
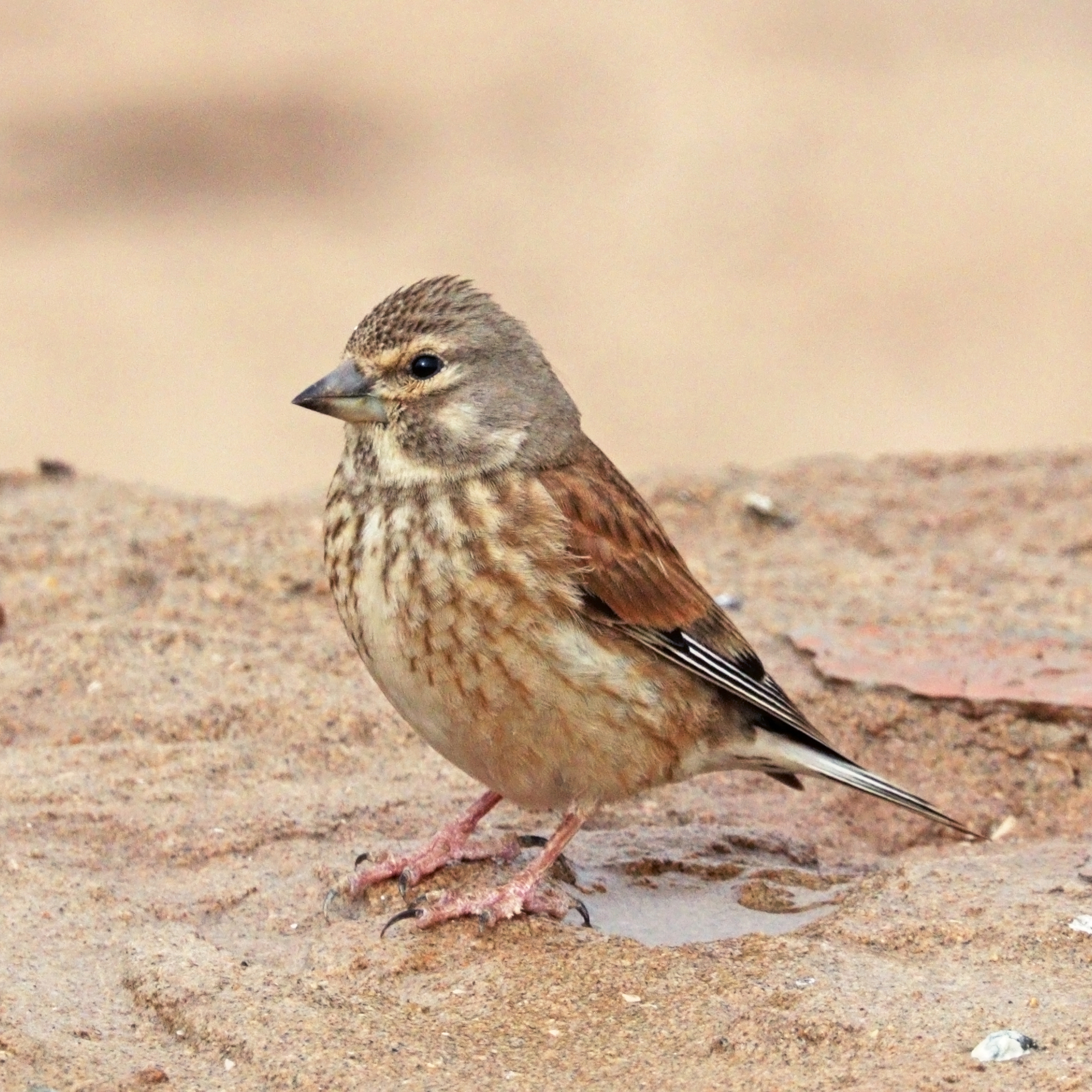